# Hrabia Floridablanca (Prado)
Hrabia Floridablanca (hiszp. El Conde de Floridablanca) – obraz olejny hiszpańskiego malarza Francisca Goi (1746–1828). Portret przedstawia królewskiego ministra, José Moñino, hrabiego Floridablankę.

## Okoliczności powstania
Na początku lat 80. XVIII w. rozpoczyna się kariera Goi jako portrecisty madryckiej arystokracji. Był wówczas związany z dworem Karola III, został członkiem Królewska Akademia Sztuk Pięknych św. Ferdynanda, a wkrótce miał otrzymać stanowisko nadwornego malarza. W 1781 otrzymał ważne zamówienie z polecenia hrabiego Floridablanki reprezentującego króla. Miał namalować obraz do jednego z ołtarzy Bazyliki San Francisco el Grande – powstało wtedy Kazanie świętego Bernardyna ze Sieny przed Alfonsem Aragońskim. Dzięki pracy dla bazyliki hrabia miał okazję zaznajomić się z umiejętnościami malarskimi Goi. Hrabia był również opiekunem Akademii i musiał znać malarza jako jej nowo przyjętego członka.
Przed styczniem 1783 hrabia zamówił pierwszy portret u Goi (Hrabia Floridablanca, Bank Hiszpanii), na którym malarz uwiecznił także siebie samego. Przy pracy nad portretem z Prado Goya najprawdopodobniej użył tego samego szkicu przygotowawczego, do którego pozował mu hrabia. Malarz wspomina w liście do Martina Zapatera, że Floridablanca był zadowolony ze szkicu twarzy, gdyż ten był bardzo wierny.

## Hrabia Floridablanca
José Moñino y Redondo, hrabia Floridablanca (1728–1808) był hiszpańskim mężem stanu, prawnikiem i oświeceniowym reformatorem. Przez 16 lat pełnił funkcję pierwszego sekretarza stanu za rządów Karola III i Karola IV. Interesował się problematyką rolnictwa i nawadniania, zrealizował ważne prace hydrauliczne, m.in. ukończenie Kanału Aragońskiego (Canal Imperial de Aragón). Odegrał ważną rolę w procesie wydalenia jezuitów z Hiszpanii w 1767, za co otrzymał od króla tytuł szlachecki. W 1792 popadł w niełaskę i na wiele lat wyjechał do rodzinnej Murcji, zmarł w 1808 w Sewilli. W czasie kiedy portretował go Goya, Floridablanca znajdował się u szczytu politycznej kariery, zajmując wpływową pozycję na dworze.

## Opis obrazu
Hrabia został przedstawiony w całej postaci. Tło tworzy zielona zasłona częściowo odsłaniająca ścianę w złotych odcieniach. Hrabia jest ubrany w turkusowy aksamitny strój dworski ze srebrnymi zdobieniami, koszulę z żabotem i koronkowymi mankietami oraz buty ze złoconymi klamerkami. Na piersi widać wielki krzyż i biało-niebieską wstęgę Orderu Karola III. W obu rękach trzyma dokumenty, jeden z nich zawiera inskrypcję: Memoria pa./la formación/Del Banco/Nacional/de Sn. Carlos (Ku pamięci powstania Banku Narodowego San Carlos). Wyraz twarzy jest poważny i mało ekspresywny.
Niektórzy historycy mają wątpliwości co do autorstwa tego obrazu, uznając je raczej za dzieło z pracowni Goi. W zbiorach Muzeum Prado znajduje się gorszej jakości kopia tego obrazu.

## Proweniencja
Nie jest znany pierwszy właściciel obrazu. Znajdował się w kolekcji Fernanda de Aragón y Carrillo de Albornoz, markiza de Casa Torres, który przekazał go do Prado w 1975 (z zachowaniem prawa do użytkowania). Po śmierci markiza w 1984 obraz został na stałe włączony do kolekcji muzeum.